# Colladonus lineatus
Colladonus lineatus är en insektsart som beskrevs av Nielson 1957. Colladonus lineatus ingår i släktet Colladonus och familjen dvärgstritar. Inga underarter finns listade i Catalogue of Life.